# 阿杜尔河畔格勒纳德
阿杜尔河畔格勒纳德（法語：Grenade-sur-l'Adour，法語發音：[ɡʁənad syʁ laduʁ]）是法国朗德省的一个市镇，属于蒙德马桑区。

## 地理
阿杜尔河畔格勒纳德（43°46'34"N, 0°25'46"W）面积19.72 平方千米，位于法国新阿基坦大区朗德省，该省份为法国西南部沿海省份，是法國本土面积第二大的省，北起吉倫特省，西临大西洋，南至大西洋比利牛斯省，东临热尔省，东北与洛特-加龍省接壤。
与阿杜尔河畔格勒纳德接壤的市镇（或旧市镇、城区）包括：巴斯孔、博尔代雷和拉芒桑、卡斯唐代、拉里维耶尔圣萨万、莫兰、阿杜尔河畔圣莫里斯。

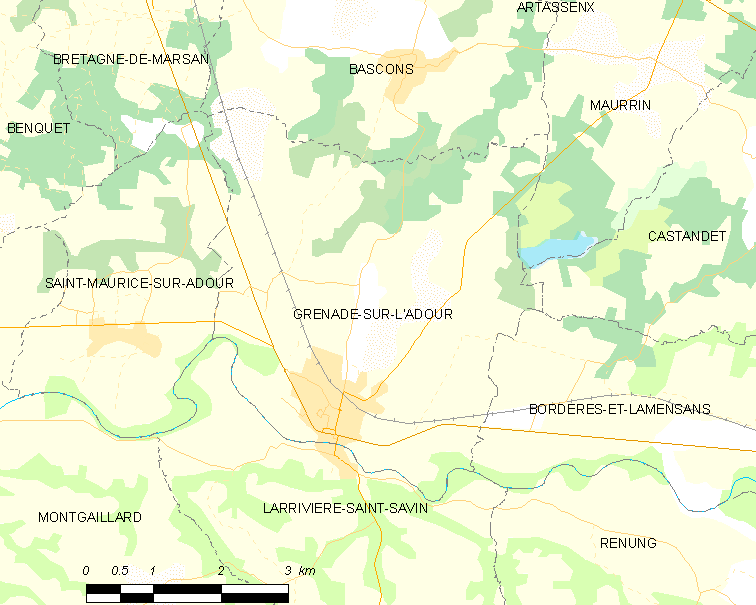
阿杜尔河畔格勒纳德的OSM定位图

阿杜尔河畔格勒纳德的时区为UTC+01:00、UTC+02:00（夏令时）。

## 行政
阿杜尔河畔格勒纳德的邮政编码为40270，INSEE市镇编码为40117。

## 政治
阿杜尔河畔格勒纳德所属的省级选区为阿杜尔-阿马尼亚克县。

## 人口

1962-2008年间阿杜尔河畔格勒纳德人口变化图示

阿杜尔河畔格勒纳德于2022年1月1日时的人口数量为2414人。